# Mickey Mouse Funhouse
Mickey Mouse Funhouse je americký animovaný seriál pro děti předškolního věku. Je to náhrada za Mickey a závodníci. Série začala speciálem 16. července 2021, oficiální premiéra na Disney Junior a Disney Channel byla 20. srpna 2021.

## Děj
Myšák Mickey se vrací se svými přáteli s Myškou Minnie, Kačerem Donaldem, Kačkou Daisy, Goofym a s Plutem. Přátelé se setkají se Zábavným, kouzelným mluvícím domečkem. Ten zábavně magicky přenáší skupinu přátel do řady destinací, což jim umožňuje vydat se na dobrodružství jedinečná pro danou zemi. Domeček může také změnit svůj tvar a vzhled, aby odpovídal novému prostředí, a dokonce může promítat svou tvář na jakýkoli povrch, aby komunikoval s Mickeym a přáteli. Postavy také interagují s diváky podobným způsobem jako Mickeyho klubík.

## Vysílání
| Řada    | Díly    | Premiéra v USA    | Premiéra v USA    |
| Řada    | Díly    | První díl         | Poslední díl      |
| ------- | ------- | ----------------- | ----------------- |
| speciál | speciál | 16. července 2021 | 16. července 2021 |
| 1       | 26      | 16. července 2021 | 7. října 2022     |
| 2       | 30      | 4. listopadu 2022 | 26. ledna 2024    |
| 2       | 26      | 23. února 2024    | bude oznámeno     |

## Obsazení

### Hlavní role
- Bret Iwan jako Myšák Mickey
- Kaitlyn Robrock jako Myška Minnie
- Tony Anselmo jako Kačer Donald
- Tress MacNeilleová jako Kačka Daisy
- Bill Farmer jako Goofy, Pluto a Horace Horsecollar
- Harvey Guillén jako Zábavný kouzelný mluvící domeček na hraní
- Jim Cummings jako Pete
- Corey Burton jako Ludwig von Drake a Dale
- April Winchell jako Kráva Clarabelle
- Nika Futterman jako Cuckoo Loca

### Vedlejší role
- Jan Johns jako Farfus a Windy
- Brock Powell jako Teddy